# VV Hoogeveen

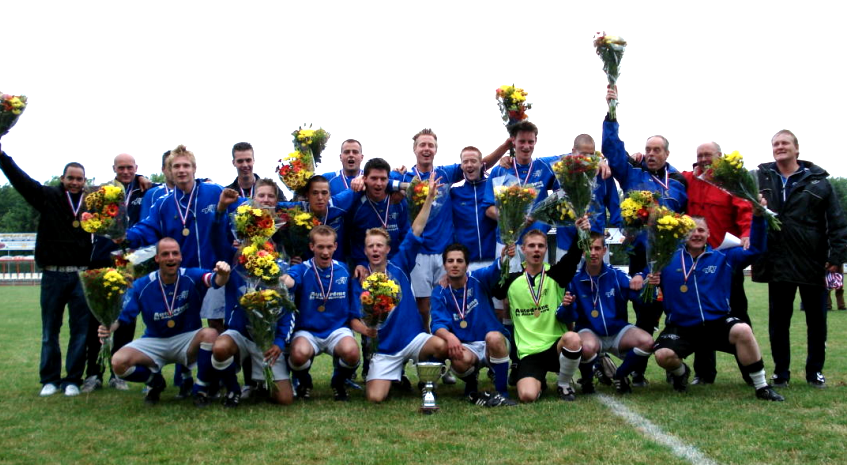
Die Mannschaft im Jahre 2008

Der VV Hoogeveen (vollständiger Name: Voetbalvereniging Hoogeveen, deutsch Fußballverein Hoogeveen) ist ein am 29. April 1930 gegründeter Amateurfußballverein aus Hoogeveen in der niederländischen Provinz Drenthe. Der Verein hat rund 7000 Mitglieder und trägt seit 1969 seine Heimspiele im Bentinckspark aus.

## Mannschaften
Im Verein gibt es Fußballmannschaften sowohl der Samstags- als auch der Sonntagsamateure. Der Amateurfußball wird in den Niederlanden in diese Kategorien eingeteilt, da es gerade in christlich geprägten Regionen der Niederlande viele Spieler gibt, die aus religiösen Gründen nicht am Sonntag spielen möchten. Es existieren insgesamt acht Herrenmannschaften, wovon fünf dem Bereich der Sonntagsamateure und drei dem Bereich der Samstagsamateure zuzuordnen sind.
Außerdem stellt der VV Hoogeveen zwei Mannschaften im Frauenfußball (nur Samstags) sowie drei im Futsal. Futsal wird in den Niederlanden nicht nach Wochentagen getrennt, da die Spiele zumeist abends unter der Woche ausgetragen werden.
Die 1. Mannschaft der Sonntagsamateure des VV Hoogeveen spielt in der Saison 20121/22 in der Hoofdklasse B (Sonntag). Die Samstagsamateure  spielen in der Saison 2020/21 in der Derde Klasse, was die achthöchste Liga ist. Die erst Ende 2013 wiedereingeführte Frauenmannschaft nimmt erst seit Sommer 2014 wieder am Spielbetrieb teil und spielt somit in der untersten Liga, der Vijfde Klasse Zaterdag.

## Geschichte
Im Jahre 1930 fusionierten einige kleinere Hoogeveener Fußballvereine unter dem Namen Hoogeveense Boys. Dieser Verein, der sich im Jahre 1943 in VV Hoogeveen umbenannte, stellte zu diesem Zeitpunkt nur Mannschaften im Bereich der Sonntagsamateure.
Seine besten Jahre erlebte der Verein in den 1970er Jahren. 1973 wurde der Noordelijke districtsbeker gewonnen, wodurch der Verein erstmals am KNVB-Pokal teilnehmen konnte. Im Jahr darauf stieg VV Hoogeveen erstmals in die Hoofdklasse auf. Hierbei handelte es sich zu dem Zeitpunkt um die höchste Amateurspielklasse. 1978 wurde mit der Meisterschaft der Hoofdklasse B und dem darauffolgenden Sieg der niederländischen Amateurmeisterschaft im Sonntagsfußball unter Trainer Bas Paauwe junior der größte Erfolg der Vereinsgeschichte errungen. Während der Spiele um die Amateurmeisterschaft spielte VV Hoogeveen mit dem Ersatztorhüter, da der damalige Stammtorhüter Sies Wever, der zwischen 1970 und 1976 als Profi aktiv war, 7500 Gulden verlangte. Nach Meinung des Vorstandes und des Trainers widersprach dies dem Amateurgedanken und Wever verließ den Verein.
VV Hoogeveen konnte sich bis 1982 in der Hoofdklasse halten und spielte auch von 1984 bis 1991 in dieser Klasse. Ende der 1990er Jahre wurde VV Hoogeveen zu einer Fahrstuhlmannschaft. Der Verein stieg zwischen 1996 und 2001, aus der Tweede Klasse kommend, zweimal in Folge auf, um daraufhin zweimal in Folge abzusteigen und danach wieder zweimal in Folge aufzusteigen. Die Hoofdklasse konnte bis 2005 gehalten werden. Auch zwischen 2010 und 2014 spielte VV Hoogeveen Hoofdklasse, wobei es sich durch die Einführung der Topklasse nur noch um die vierthöchste Klasse handelte. Seit 2018 spielt der Verein wieder in der Hoofdklasse, die aber nur noch die fünfthöchste Liga darstellt.

## Verhältnis zu anderen Vereinen in der Stadt
Neben dem VV Hoogeveen gibt es in der Stadt einen weiteren erfolgreichen Verein namens HZVV. Zu direkten Begegnungen der beiden Mannschaften kommt es im Ligabetrieb nur selten, da der HZVV nur im Bereich der Samstags-Amateure aktiv ist und hierbei stets mehrere Ligen über dem VV Hoogeveen spielt und spielte. Begegnungen zwischen den beiden Mannschaften finden somit hauptsächlich im Jugendbereich statt.
VV Hoogeveen und HZVV organisieren im Sommer ein gemeinsames Turnier (Offerein Bokaal, besser bekannt als Kampioenschap van Hoogeveen (Meisterschaft van Hoogeveen)), wobei neben diesen beiden Mannschaften auch alle anderen Mannschaften der Stadt Hoogeveen antreten.

## Ligazugehörigkeit
| - 1949–1951: Vierde Klasse (vierthöchste Liga) - 1951–1954: Derde Klasse (dritthöchste Liga) - 1954/1955: Vierde Klasse (vierthöchste Liga) - 1955/1956: Vierde Klasse (fünfthöchste Liga) - 1956–1960: Vierde Klasse (siebthöchste Liga) - 1960–1966: Derde Klasse (sechsthöchste Liga) - 1966–1971: Tweede Klasse (fünfthöchste Liga) - 1971–1973: Tweede Klasse (vierthöchste Liga) - 1973/1974: Eerste Klasse (dritthöchste Liga)* - 1974–1982: Hoofdklasse (dritthöchste Liga)* - 1982–1984: Eerste Klasse (vierthöchste Liga) - 1984–1991: Hoofdklasse (dritthöchste Liga)* - 1991–1994: Eerste Klasse (vierthöchste Liga) | - 1994–1996: Tweede Klasse (fünfthöchste Liga) - 1996/1997: Eerste Klasse (vierthöchste Liga) - 1997/1998: Hoofdklasse (dritthöchste Liga)* - 1998/1999: Eerste Klasse (vierthöchste Liga) - 1999/2000: Tweede Klasse (fünfthöchste Liga) - 2000/2001: Eerste Klasse (vierthöchste Liga) - 2001–2005: Hoofdklasse (dritthöchste Liga)* - 2005–2010: Eerste Klasse (vierthöchste Liga) - 2010–2014: Hoofdklasse (vierthöchste Liga) - 2014–2016: Eerste Klasse (fünfthöchste Liga) - 2016–2018: Eerste Klasse (sechsthöchste Liga) - seit 2018: Hoofdklasse (fünfthöchste Liga) |

Bei denen mit * gekennzeichneten Ligen handelt es sich um die zu der Zeit höchste Amateurliga.

## Stadion

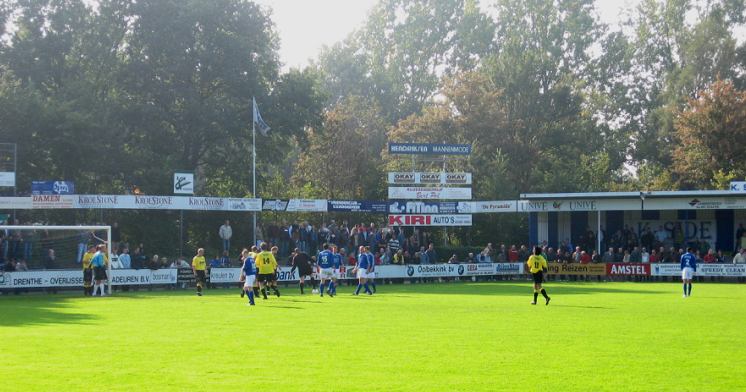
Stadion des VV Hoogeveen im „alten“ Bentinckspark, 2011 abgerissen

Nachdem in der Anfangszeit auf wechselnden Plätzen in der näheren Umgebung gespielt wurde, trug der VV Hoogeveen ab 1939 seine Heimspiele im damals in der Gemeinde Ruinen gelegenen Spaarbankbos aus. Das Ausweichen in die Nachbargemeinde war nötig, da im durch christlichen Parteien dominierten Hoogeveen Sport am Sonntag verboten war. In den 1960er Jahren meldete der Verein allerdings immer mehr Mannschaften und es entstanden Platzprobleme. Nachdem der Gemeinderat seine strikte Haltung gegen Fußball am Sonntag aufgegeben hatte, zog der Verein 1969 in den von der Stadt Hoogeveen gemieteten Bentinckspark um, welcher sich östlich des Stadtzentrums befindet, welcher nur durch eine kleine Straße vom Gelände des HZVV getrennt war.
Hier befand sich ein Stadion für 8000 Zuschauer (davon 475 überdachte Sitzplätze), das 2012 durch einen Neubau für 6000 Zuschauer (davon 500 überdachte Sitzplätze und ebenso viele überdachte Stehplätze) ersetzt wurde. Bei diesem Neubau wurden die Gelände von VV Hoogeveen und HZVV zu einem gemeinsamen Sportpark zusammengelegt, auf dem es neben einigen Nebenplätzen je ein Stadion für die beiden Vereine gibt.
Das Stadion des VV Hoogeveen verfügt über eine Kantine, einen Business- sowie ein Konferenzraum mit Blick auf das Spielfeld. Es ist mit einem FIFA-zertifizierten Kunstrasen und einer Flutlichtanlage ausgestattet.